# Чичинадзе, Додо Васьевна
Додо Васьевна Чичинадзе (груз. დოდო ჭიჭინაძე; 28 декабря 1924, Кутаиси, ЗСФСР, СССР — 3 ноября 2009, Тбилиси, Грузия) — советская и грузинская актриса театра и кино. Народная артистка Грузинской ССР (1976).

## Биография
Додо Васьевна Чичинадзе родилась в городе Кутаиси 28 декабря 1924 года. В 1949 году окончила актёрскую школу при Тбилисской киностудии. С 1950 года — актриса театра имени Котэ Марджанишвили. В 21 год дебютировала в фильме «Давид Гурамишвили».
Скончалась на 85 году жизни 3 ноября 2009 года.

## Избранная фильмография
- 1945 — Давид Гурамишвили — Кетеван
- 1949 — Счастливая встреча — Этери
- 1954 — Стрекоза — Тина
- 1955 — Волшебная свирель — Мзия
- 1956 — Баши-Ачук — Нино
- 1959 — Нино — Этери
- 1960 — Прерванная песня — Додо
- 1986 — Круговорот — Кетеван
- 1992 — Вальс на Печоре
- 1994 — Убиенная душа — дама в театре

## Награды
- 1960 — Заслуженная артистка Грузинской ССР.
- 1976 — Народная артистка Грузинской ССР.
- 1999 — Орден Чести[1].